# Schwarzschopf-Segge
Die Schwarzschopf-Segge (Carex appropinquata), auch Sonderbare Segge genannt, ist eine Pflanzenart aus der Gattung der Seggen (Carex) innerhalb der Familie der Sauergrasgewächse (Cyperaceae).

## Beschreibung

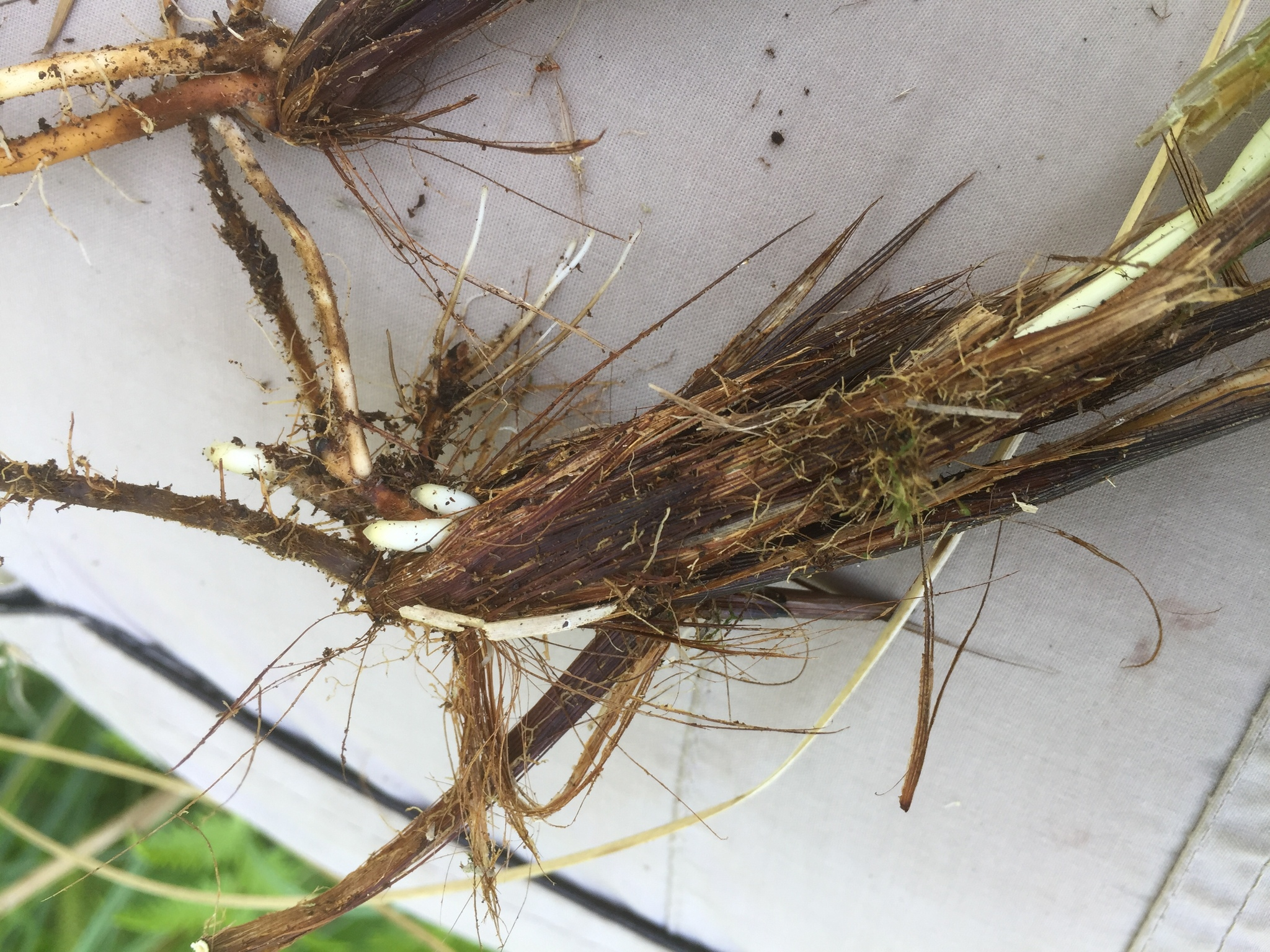
Rhizom mit Blattscheiden

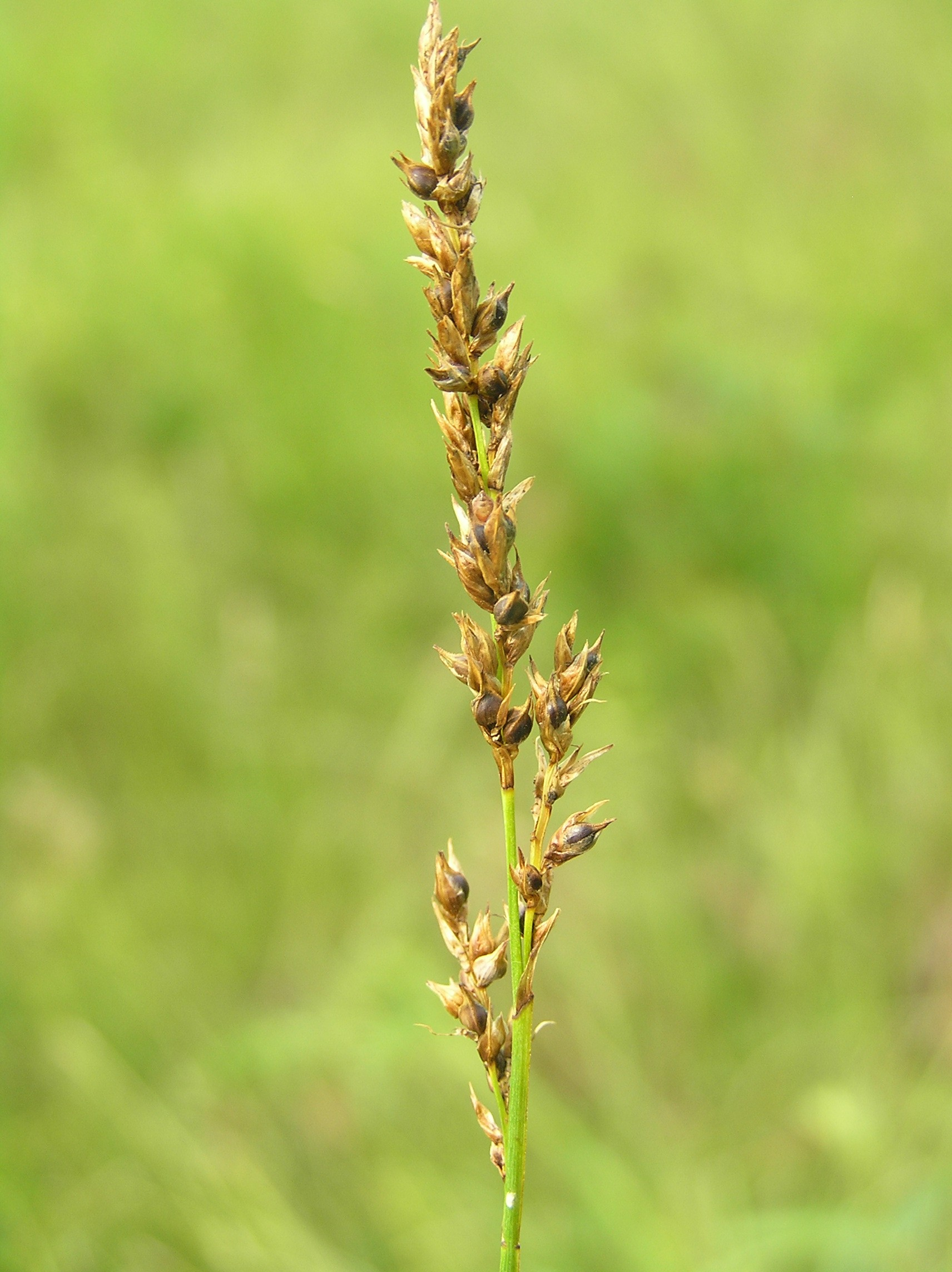
Blütenstand

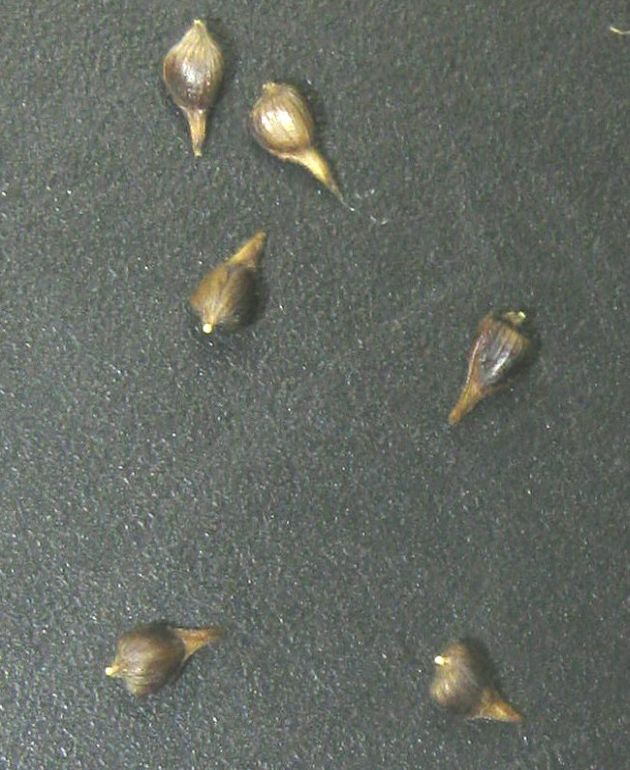
Fruchtschläuche

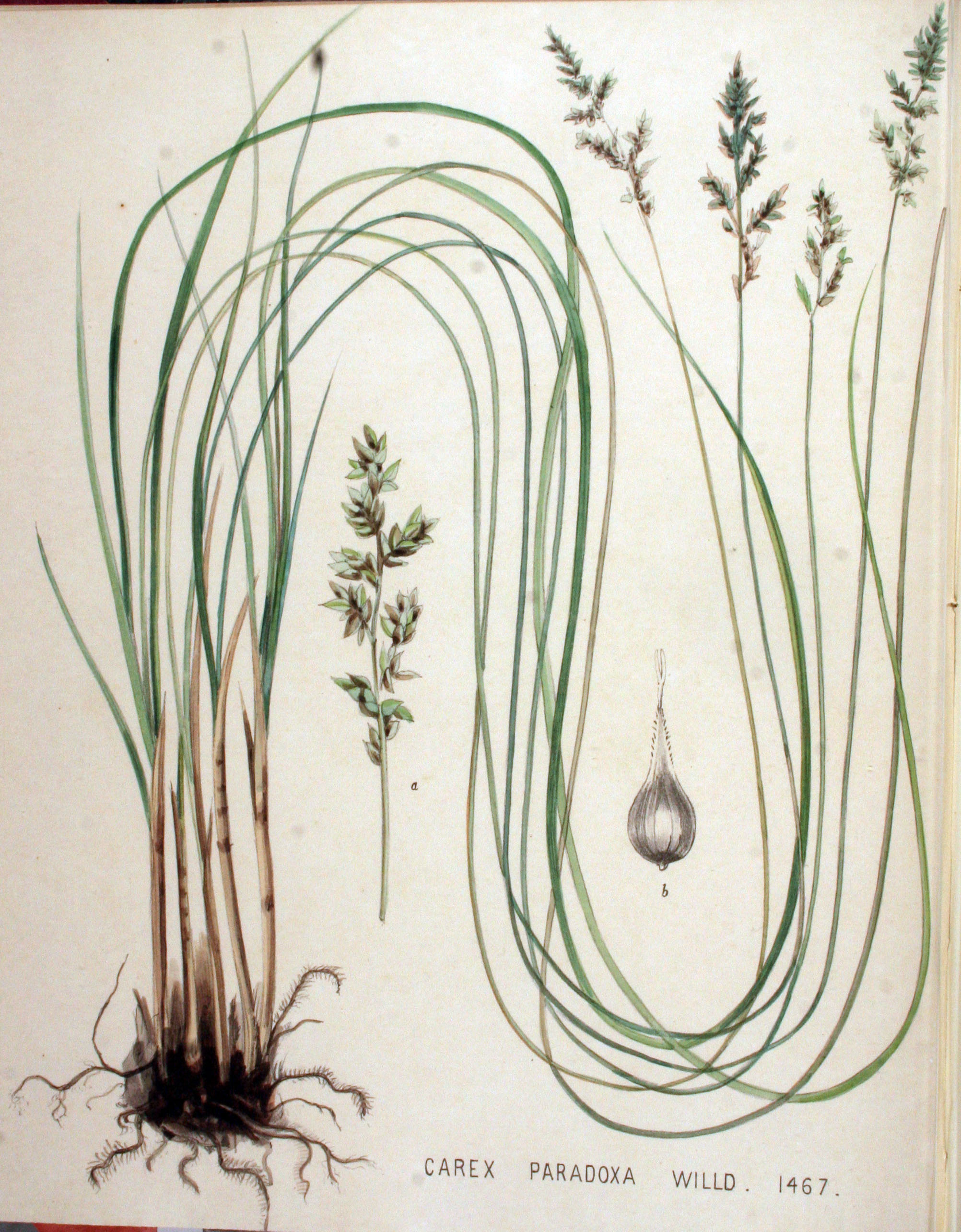
Illustration aus Flora Batava, Volume 19

### Vegetative Merkmale
Die Schwarzschopf-Segge ist eine ausdauernde krautige Pflanze und erreichen Wuchshöhen von 30 bis 80 Zentimetern. Sie bildet keine Ausläufer, aber dichte, bultige Horste. An der Basis findet sich ein schwarzbrauner, glänzender Faserschopf aus aufgelösten Blattscheiden. Die aufrechten Halme  sind mit einem Durchmesser von bis zu 1,5 Millimetern relativ dünn, dreikantig und im oberen Teil stark rau. Die Blattspreiten sind flach, 2 bis 3 Millimeter breit, meist gelb-grün, manchmal grau-grün, wenig steif und schneidend rau. Sie überragen nie den Blütenstand.

### Generative Merkmale
Die Blütezeit liegt im Mai und Juni. Die stark zusammengezogenen, wenig verzweigten, ährig-traubigen, seltener auch lockeren und schlaffen rispigen Blütenstände sind 2 bis 8, selten bis 10 Zentimeter lang mit Durchmessern von 0,5 bis 1,5 Zentimetern. Die Blütenstandsäste sind bis zu 2 Zentimeter lang, stehen meist aufrecht ab und haben spelzige, manchmal auch laubblattartige Tragblätter. Der unterste Ast ist meist 1,5 bis 2,5 Zentimeter lang. Die Ährchen sind bei einer Länge von 4 bis 15 Millimetern oval bis zylindrisch und enthalten nur wenige Blüten. Die weiblichen Blüten stehen im unteren Teil, die männlichen im oberen Teil der Ährchen. Die Spelzen sind bei einer Länge von etwa 3 Millimetern breit-oval mit zugespitztem oberen Ende und rot-braun mit hellerem Kiel und meist schmalen Hauträndern. Die Fruchtschläuche sind dunkel-braun, matt, deutlich längsnervig, bei einer Länge von etwa 3 Millimetern rundlich-eiförmig und gehen plötzlich in den etwas nach innen gekrümmten zweizähnigen Schnabel über. Es sind zwei Narben vorhanden.
Die gelb-braune Frucht ist bei einer Länge von etwa 1,5 Millimetern sowie einem Durchmesser von etwa 1 Millimeter eiförmig.

### Chromosomenzahl
Die Chromosomenzahl beträgt 2n = 64.

### Ähnliche Arten
Der Bau der Blütenstände liegt etwa zwischen dem der Rispen-Segge (Carex paniculata) und dem der Draht-Segge (Carex diandra), man kann Carex appropinquata jedoch durch den Faserschopf gut von den beiden anderen unterscheiden. Die ebenfalls ähnliche Kamm-Segge (Carex disticha) unterscheidet sich durch ihre Ausläufer von der Schwarzschopf-Segge.

## Vorkommen und Gefährdung
Die Schwarzkopf-Segge ist ein nordisch-eurasiatisches Florenelement der gemäßigten und borealen Zonen. Ihr Areal erstreckt sich in Europa nach Norden bis 68° nördlicher Breite; im Süden kommt sie noch in Oberitalien, Jugoslawien, Rumänien, Süd-Russland, Anatolien und im Kaukasusgebiet vor; sonst aber fehlt sie in Südeuropa auf weiten Strecken; im Osten erstreckt sich ihr Areal in Sibirien bis ins Jennisei-Gebiet und bis in das Altai-Gebirge.
Sie wächst in Mitteleuropa zerstreut vom Tiefland bis in Höhenlagen von etwa 1500 Metern in der Alpenregion. In den Allgäuer Alpen steigt sie in Bayern zwischen Kreuzeck und Kappelberg bei Nesselwang bis in Höhenlagen von 1350 Metern auf. Im mitteleuropäischen Tiefland, vor allem im dortigen Westen, ist sie selten; im Alpenvorland und im Regen-Naab-Altmühl-Becken tritt sie zerstreut auf. Sie fehlt in den Zentral- und Südalpen. An ihren Fundorten ist sie oft bestandsbildend.
Die ökologischen Zeigerwerte nach Landolt et al. 2010 sind in der Schweiz: Feuchtezahl F = 5w+ (überschwemmt aber stark wechselnd), Lichtzahl L = 4 (hell), Reaktionszahl R = 4 (neutral bis basisch), Temperaturzahl T = 3+ (unter-montan bis ober-kollin), Nährstoffzahl N = 3 (mäßig nährstoffarm bis mäßig nährstoffreich), Kontinentalitätszahl K = 3 (subozeanisch bis subkontinental).
Sie wächst im äußeren Ufersaum stehender Gewässer, seltener an Flüssen, sie besiedelt auch Flachmoore, lichte Auwälder, nasse Wiesen, Sümpfe, Gräben und Waldtümpel meist auf basen- oder kalkhaltigen, mesotrophen Sumpfhumusböden vor. Sie ist eine Begleitpflanze der Großseggenriede (Magnocaricion) und der Erlenbrüche (Alnion). Die Schwarzschopf-Segge fördert die Verlandung. Die Früchte enthalten ein Schwimmgewebe und werden so auch durch das Wasser transportiert.
Die Schwarzkopf-Segge ist in Österreich und in Deutschland stark gefährdet. Sie verliert in Mitteleuropa durch die Ufernutzung an Seen, z. B. durch Campingplätze zunehmend Standorte. Vor allem im Alpenvorland ist sie zurückgegangen. In der Schweiz gilt sie als potentiell gefährdet.

## Systematik
Die Erstbeschreibung von Carex appropinquata erfolgte 1801 durch Heinrich Christian Friedrich Schumacher in Enumeratio Plantarum in Partibus Saellandiae Septentrionalis et Orientalis 1801, Band 1, S. 266. Das Artepitheton appropinquata stammt aus der Lateinischen Sprache und bedeutet „gedrängt“ und bezieht sich auf die stark zusammengezogene Rispe. Ein häufig verwendetes Synonym ist Carex paradoxa Willd., von dem sich auch die deutschsprachigen Trivialnamen Sonderbare Segge und Wunder-Segge ableiten. Synonyme für Carex appropinquata Schumach. sind unter anderen Carex paniculata var. paradoxa (Rchb.) Fiori, Carex paradoxa Willd., Caricina paradoxa (Rchb.) St.-Lag., Vignea appropinquata (Schumach.) Soják und Vignea paradoxa Rchb.
Die Art Carex appropinquata wird der Untergattung Vignea aus der Gattung Carex zugeordnet.

## Verwendung
Die Schwarzschopf-Segge liefert gute Streu, lässt sich jedoch wegen des dicht horstigen Wuchs nur schlecht mähen.